# Uperoleia
Uperoleia é um genero de anfíbios anuros pertencentes à família Myobatrachidae e nativa da Austrália. São rãs pequenas e atarracadas, mais comumente conhecidas como "toadlets". Possuem glândulas na pele (frequentemente com um par das glândulas levantada atrás de cada olho ou nos lados), que é enrugada e áspera, o que lhes dá a aparência de pequenos sapos e justifica o nome toadlet. É raro que mais de uma espécie desse gênero seja encontrada em um mesmo local. Estas espécies apresentam grande semelhança na coloração e na forma do corpo, o que faz ser difícil distinguir uma espécie de outra e torna necessário frequentemente analisar o canto e a anatomia do crânio para confirmar a identificação. Este é o maior gênero entre os pertencentes à família Myobatrachidae.

## Lista de espécies
De acordo com a versão 6.0 do Amphibian Species of the World, o género possui 28 espécies:
- Uperoleia altissima Davies, Watson, McDonald, Trenerry & Werren, 1993[4]
- Uperoleia arenicola Tyler, Davies & Martin, 1981[5]
- Uperoleia aspera Tyler, Davies & Martin, 1981
- Uperoleia borealis Tyler, Davies & Martin, 1981
- Uperoleia capitulata Davies, McDonald & Corben, 1986
- Uperoleia crassa Tyler, Davies & Martin, 1981
- Uperoleia daviesae Young, Tyler, and Kent, 2005
- Uperoleia fusca Davies, McDonald & Corben, 1986
- Uperoleia glandulosa Davies, Mahony & Roberts, 1985
- Uperoleia inundata Tyler, Davies & Martin, 1981
- Uperoleia laevigata Keferstein, 1867
- Uperoleia lithomoda Tyler, Davies & Martin, 1981
- Uperoleia littlejohni Davies, McDonald & Corben, 1986
- †Uperoleia marmorata Gray, 1841
- Uperoleia martini Davies & Littlejohn, 1986
- Uperoleia micra Doughty and Roberts, 2008
- Uperoleia micromeles Tyler, Davies & Martin, 1981
- Uperoleia mimula Davies, McDonald & Corben, 1986
- Uperoleia minima Tyler, Davies & Martin, 1981
- Uperoleia mjobergi (Andersson, 1913)
- Uperoleia orientalis (Parker, 1940)
- Uperoleia rugosa (Andersson, 1916)
- Uperoleia russelli (Loveridge, 1933)
- Uperoleia saxatilis Catullo, Doughty, Roberts, and Keogh, 2011
- Uperoleia stridera Catullo, Doughty, and Keogh, 2014
- Uperoleia talpa Tyler, Davies & Martin, 1981
- Uperoleia trachyderma Tyler, Davies & Martin, 1981
- Uperoleia tyleri Davies & Littlejohn, 1986